# Campeonato Paulista de Futebol Sub-17 de 2018
O Campeonato Paulista de Futebol Sub-17 de 2018 foi uma competição amadora organizada pela Federação Paulista de Futebol (FPF). O torneio que é, no estado de São Paulo, o estadual da categoria sub-17, foi disputado por 67 clubes.

## Regulamento
O Campeonato Paulista Sub-17 foi disputado por 67 (sessenta e sete) clubes. Na primeira fase os clubes jogaram dentro dos respectivos grupos em turno e returno, classificando-se para a segunda fase os três melhores colocados em cada grupo e os 5 melhores quartos colocados. Na segunda fase os 32 (trinta e dois) clubes classificados se enfrentaram em turno e returno, divididos em 8 (oito) grupos com 4 (quatro) equipes cada, apenas o campeão e o vice avançaram para a próxima fase. A terceira fase contou com os 16 (dezesseis) clubes classificados da fase anterior, divididos em 4 (quatro) grupos de 4 (quatro) equipes cada, em turno e returno se classificando apenas o campeão e o vice de cada grupo. A partir da quarta fase, o torneio entrou no sistema eliminatório, os clubes disputaram confrontos de ida e volta e o time que tiver maior desempenho classificou-se para a fase seguinte. O mando de campo foi decido pela campanha das equipes em todas as fases, ou seja, computados os pontos desde a primeira fase.

### Critérios de desempate
Acontecendo igualdade no número de pontos entre dois ou mais clubes, aplicam-se sucessivamente, os seguintes critérios técnicos de desempate:
- Maior número de vitórias;
- Maior saldo de gols;
- Maior número de gols marcados;
- Menor número de cartões vermelhos recebidos;
- Menor número de cartões amarelos recebidos;
- Sorteio público na sede da FPF.

Entende-se por melhor campanha, o maior número de pontos ganhos acumulados por determinado clube, seguindo, se necessário, a ordem de critérios de desempate, considerando-se todas as fases do torneio.

## Primeira fase
A primeira fase do torneio foi disputada pelos sessenta e seis clubes em turno e returno entre os dias 7 de abril a 9 de julho. Os clubes foram compostos em nove grupos, sendo cinco grupos com sete e quatro com oito equipes.

### Grupo 1
| Pos | Equipes         | Pts | J  | V | E | D  | GP | GC | SG  |
| --- | --------------- | --- | -- | - | - | -- | -- | -- | --- |
| 1º  | Osvaldo Cruz    | 29  | 12 | 9 | 2 | 1  | 34 | 10 | +24 |
| 2º  | Noroeste        | 27  | 12 | 9 | 0 | 3  | 31 | 12 | +19 |
| 3º  | Grêmio Prudente | 24  | 12 | 7 | 3 | 2  | 32 | 13 | +19 |
| 4º  | Talentos 10     | 13  | 12 | 4 | 1 | 7  | 16 | 22 | –6  |
| 5º  | Linense         | 12  | 12 | 3 | 3 | 6  | 10 | 24 | –14 |
| 6º  | Tupã            | 8   | 12 | 2 | 2 | 8  | 10 | 30 | –20 |
| 7º  | José Bonifácio¹ | 4   | 12 | 2 | 0 | 10 | 6  | 28 | –22 |

|                 | LIN  | NOR | GPR | JBO | OSV | T10 | TUP |
| --------------- | ---- | --- | --- | --- | --- | --- | --- |
| Linense         | —    | 0–2 | 0–4 | 1–2 | 1–1 | 1–1 | 1–1 |
| Noroeste        | 5–0  | —   | 1–2 | 4–0 | 3–2 | 0–1 | 3–0 |
| Grêmio Prudente | 3–0  | 1–3 | —   | 1–1 | 0–0 | 4–1 | 5–2 |
| José Bonifácio  | 0–3² | 0–2 | 0–6 | —   | 0–1 | 0–3 | 1–2 |
| Osvaldo Cruz    | 5–0  | 5–1 | 3–1 | 3–0 | —   | 2–1 | 5–0 |
| Talentos 10     | 0–2  | 1–3 | 1–4 | 2–0 | 1–4 | —   | 0–1 |
| Tupã            | 0–1  | 0–4 | 1–1 | 0–2 | 2–3 | 1–4 | —   |

- 1. ^ O José Bonifácio perdeu 2 pontos por infringir o artigo 214.
- 2. ^ Derrota por W.O.

### Grupo 2
| Pos | Equipes         | Pts | J  | V  | E | D | GP | GC | SG  |
| --- | --------------- | --- | -- | -- | - | - | -- | -- | --- |
| 1º  | Mirassol        | 32  | 12 | 10 | 2 | 0 | 28 | 5  | +23 |
| 2º  | Novorizontino   | 29  | 12 | 9  | 2 | 1 | 35 | 7  | +28 |
| 3º  | Votuporanguense | 21  | 12 | 6  | 3 | 3 | 17 | 15 | +2  |
| 4º  | Catanduva       | 10  | 12 | 3  | 1 | 8 | 17 | 28 | –11 |
| 5º  | Rio Preto       | 10  | 12 | 3  | 1 | 8 | 14 | 25 | –11 |
| 6º  | América-SP¹     | 9   | 12 | 3  | 3 | 6 | 12 | 23 | –11 |
| 7º  | Barretos        | 5   | 12 | 1  | 2 | 9 | 7  | 27 | –20 |

|                 | AME | BAR | CAT | VOT | NOV | MIR | RPR |
| --------------- | --- | --- | --- | --- | --- | --- | --- |
| América-SP      | —   | 1–1 | 1–0 | 1–1 | 0–1 | 1–3 | 1–1 |
| Barretos        | 1–2 | —   | 1–2 | 0–1 | 0–4 | 0–4 | 1–0 |
| Catanduva       | 2–4 | 1–1 | —   | 0–2 | 0–4 | 0–3 | 3–4 |
| Votuporanguense | 4–0 | 3–1 | 0–4 | —   | 1–1 | 1–1 | 1–0 |
| Novorizontino   | 3–0 | 3–0 | 6–2 | 4–1 | —   | 0–1 | 6–1 |
| Mirassol        | 3–0 | 3–0 | 1–0 | 3–1 | 1–1 | —   | 3–0 |
| Rio Preto       | 3–1 | 3–1 | 1–3 | 0–1 | 0–2 | 1–2 | —   |

- 1. ^ O América perdeu 3 pontos por infringir o artigo 214.

### Grupo 3
| Pos | Equipes     | Pts | J  | V | E | D  | GP | GC | SG  |
| --- | ----------- | --- | -- | - | - | -- | -- | -- | --- |
| 1º  | Ferroviária | 29  | 12 | 9 | 2 | 1  | 35 | 7  | +28 |
| 2º  | Botafogo-SP | 26  | 12 | 8 | 2 | 2  | 30 | 19 | +11 |
| 3º  | Comercial   | 23  | 12 | 7 | 2 | 3  | 23 | 18 | +5  |
| 4º  | Francana    | 19  | 12 | 6 | 1 | 5  | 20 | 19 | +1  |
| 5º  | Batatais    | 13  | 12 | 4 | 1 | 7  | 13 | 26 | –13 |
| 6º  | Sertãozinho | 7   | 12 | 2 | 1 | 9  | 15 | 30 | –15 |
| 7º  | Matonense   | 4   | 12 | 1 | 1 | 10 | 5  | 22 | –17 |

|             | FRA | BAT | BOT | COM | FER | SER | MAT |
| ----------- | --- | --- | --- | --- | --- | --- | --- |
| Francana    | —   | 3–0 | 2–1 | 0–1 | 3–2 | 1–1 | 2–1 |
| Batatais    | 1–3 | —   | 1–3 | 1–1 | 0–1 | 2–1 | 1–0 |
| Botafogo-SP | 2–1 | 4–2 | —   | 3–3 | 2–2 | 2–1 | 3–2 |
| Comercial   | 5–2 | 3–0 | 1–4 | —   | 0–2 | 2–1 | 3–1 |
| Ferroviária | 2–0 | 5–0 | 2–1 | 3–0 | —   | 6–0 | 3–0 |
| Sertãozinho | 3–0 | 2–3 | 2–4 | 1–2 | 1–7 | —   | 2–0 |
| Matonense   | 0–3 | 0–2 | 0–1 | 0–2 | 0–0 | 1–0 | —   |

### Grupo 4
| Pos | Equipes          | Pts | J  | V | E | D | GP | GC | SG  |
| --- | ---------------- | --- | -- | - | - | - | -- | -- | --- |
| 1º  | União Barbarense | 28  | 12 | 8 | 4 | 0 | 45 | 13 | +32 |
| 2º  | Guarani          | 23  | 12 | 7 | 2 | 3 | 21 | 17 | +4  |
| 3º  | XV de Piracicaba | 22  | 12 | 6 | 4 | 2 | 16 | 7  | +9  |
| 4º  | Rio Branco-SP    | 18  | 12 | 6 | 0 | 6 | 22 | 22 | 0   |
| 5º  | Rio Claro        | 12  | 12 | 3 | 3 | 6 | 10 | 13 | –3  |
| 6º  | Independente-SP  | 8   | 12 | 2 | 2 | 8 | 9  | 35 | –26 |
| 7º  | São Carlos¹      | 6   | 12 | 2 | 1 | 9 | 12 | 28 | –16 |

|                  | XVP | GUA | IND | RBR | RCL | SCA | UBA |
| ---------------- | --- | --- | --- | --- | --- | --- | --- |
| XV de Piracicaba | —   | 1–1 | 5–1 | 1–0 | 0–0 | 3–0 | 2–2 |
| Guarani          | 0–2 | —   | 3–0 | 2–1 | 2–0 | 1–0 | 0–5 |
| Independente-SP  | 0–0 | 1–4 | —   | 1–3 | 0–2 | 2–1 | 0–6 |
| Rio Branco-SP    | 1–0 | 4–1 | 7–0 | —   | 1–0 | 0–1 | 1–6 |
| Rio Claro        | 0–1 | 1–4 | 0–1 | 3–0 | —   | 2–2 | 1–1 |
| São Carlos       | 0–1 | 0–1 | 2–1 | 1–4 | 0–1 | —   | 3–7 |
| União Barbarense | 2–0 | 2–2 | 2–2 | 6–0 | 1–0 | 5–2 | —   |

- 1. ^ O São Carlos perdeu 1 ponto por infringir o artigo 214.

### Grupo 5
| Pos | Equipes         | Pts | J  | V  | E | D  | GP | GC | SG  |
| --- | --------------- | --- | -- | -- | - | -- | -- | -- | --- |
| 1º  | Ponte Preta     | 31  | 12 | 10 | 1 | 1  | 51 | 10 | +41 |
| 2º  | Amparo          | 23  | 12 | 7  | 2 | 3  | 24 | 11 | +13 |
| 3º  | Red Bull Brasil | 21  | 12 | 6  | 3 | 3  | 26 | 16 | +10 |
| 4º  | Brasilis        | 21  | 12 | 6  | 3 | 3  | 16 | 12 | +4  |
| 5º  | Itapirense      | 13  | 12 | 4  | 1 | 7  | 16 | 31 | –15 |
| 6º  | Jaguariúna      | 7   | 12 | 2  | 1 | 9  | 12 | 45 | –33 |
| 7º  | Bragantino      | 4   | 12 | 1  | 1 | 10 | 6  | 26 | –20 |

|                 | AMP | PPT | BSI | BRA  | JAG  | RBB  | ITA |
| --------------- | --- | --- | --- | ---- | ---- | ---- | --- |
| Amparo          | —   | 0–2 | 4–0 | 2–0  | 5–0  | 1–1  | 3–2 |
| Ponte Preta     | 3–2 | —   | 2–2 | 0–3¹ | 12–1 | 5–0  | 7–1 |
| Brasilis        | 1–0 | 1–2 | —   | 1–0  | 2–2  | 0–1  | 3–0 |
| Bragantino      | 1–1 | 0–5 | 0–2 | —    | 0–1  | 1–4  | 0–3 |
| Jaguariúna      | 1–3 | 0–4 | 1–2 | 2–1  | —    | 0–3¹ | 3–5 |
| Red Bull Brasil | 0–1 | 0–5 | 0–0 | 4–0  | 6–1  | —    | 1–1 |
| Itapirense      | 0–2 | 0–4 | 0–2 | 1–0  | 2–0  | 1–6  | —   |

- 1. ^ Derrotas por W.O.

### Grupo 6
| Pos | Equipes           | Pts | J  | V  | E | D  | GP | GC  | SG   |
| --- | ----------------- | --- | -- | -- | - | -- | -- | --- | ---- |
| 1º  | São Paulo         | 38  | 14 | 12 | 2 | 0  | 66 | 12  | +54  |
| 2º  | Ituano            | 29  | 14 | 9  | 2 | 3  | 61 | 18  | +43  |
| 3º  | Desportivo Brasil | 26  | 14 | 8  | 2 | 4  | 45 | 21  | +24  |
| 4º  | Primavera         | 24  | 14 | 7  | 3 | 4  | 29 | 18  | +11  |
| 5º  | Oeste             | 19  | 14 | 5  | 4 | 5  | 31 | 24  | +7   |
| 6º  | Grêmio Osasco     | 16  | 14 | 4  | 4 | 6  | 41 | 28  | +13  |
| 7º  | Taboão da Serra   | 7   | 14 | 2  | 1 | 11 | 15 | 65  | –50  |
| 8   | Elosport          | 0   | 14 | 0  | 0 | 14 | 6  | 108 | –102 |

|                   | TAB  | DBR | ELO  | PRI | GOS | ITU | OES | SAO  |
| ----------------- | ---- | --- | ---- | --- | --- | --- | --- | ---- |
| Taboão da Serra   | —    | 1–2 | 4–1  | 0–2 | 1–1 | 0–6 | 1–3 | 0–10 |
| Desportivo Brasil | 8–0  | —   | 13–0 | 3–2 | 3–1 | 1–3 | 2–2 | 3–4  |
| Elosport          | 0–4  | 0–2 | —    | 1–6 | 0–7 | 0–6 | 1–4 | 0–10 |
| Primavera         | 2–0  | 1–0 | 8–1  | —   | 2–1 | 0–3 | 1–1 | 0–0  |
| Grêmio Osasco     | 7–2  | 2–3 | 10–0 | 2–2 | —   | 0–0 | 2–2 | 1–5  |
| Ituano            | 8–0  | 2–3 | 17–0 | 2–1 | 4–3 | —   | 5–1 | 3–3  |
| Oeste             | 3–2  | 2–2 | 10–0 | 1–2 | 0–2 | 2–1 | —   | 0–1  |
| São Paulo         | 12–0 | 1–0 | 7–2  | 3–0 | 4–2 | 4–1 | 2–0 | —    |

### Grupo 7
| Pos | Equipes      | Pts | J  | V  | E | D  | GP | GC | SG  |
| --- | ------------ | --- | -- | -- | - | -- | -- | -- | --- |
| 1º  | Palmeiras    | 40  | 14 | 13 | 1 | 0  | 78 | 7  | +71 |
| 2º  | Taubaté      | 27  | 14 | 8  | 3 | 3  | 26 | 19 | +7  |
| 3º  | Flamengo-SP  | 25  | 14 | 7  | 4 | 3  | 19 | 16 | +3  |
| 4º  | Guarulhos    | 24  | 14 | 7  | 3 | 4  | 29 | 20 | +9  |
| 5º  | Nacional-SP  | 20  | 14 | 5  | 5 | 4  | 19 | 14 | +5  |
| 6º  | União Mogi   | 11  | 14 | 3  | 2 | 9  | 8  | 23 | –15 |
| 7º  | Joseense     | 10  | 14 | 3  | 1 | 10 | 12 | 30 | –18 |
| 8º  | São José-SP¹ | –6  | 14 | 0  | 1 | 13 | 7  | 69 | –62 |

|             | FLA | GUA | JOS | TAU | NAC | SJO  | PAL  | UNI |
| ----------- | --- | --- | --- | --- | --- | ---- | ---- | --- |
| Flamengo-SP | —   | 0–1 | 1–0 | 1–2 | 1–1 | 4–0  | 0–0  | 2–0 |
| Guarulhos   | 0–1 | —   | 0–3 | 1–2 | 1–1 | 1–1  | 1–3  | 4–1 |
| Joseense    | 0–2 | 2–7 | —   | 0–2 | 1–2 | 3–0  | 0–1  | 0–1 |
| Taubaté     | 1–1 | 0–1 | 3–1 | —   | 1–1 | 3–0  | 1–7  | 1–0 |
| Nacional-SP | 1–2 | 2–2 | 1–2 | 0–0 | —   | 3–0  | 0–3  | 1–0 |
| São José-SP | 1–2 | 0–4 | 1–2 | 2–6 | 0–5 | —    | 1–16 | 1–2 |
| Palmeiras   | 8–1 | 6–1 | 5–0 | 4–2 | 1–0 | 17–0 | —    | 4–0 |
| União Mogi  | 1–1 | 1–2 | 1–1 | 0–2 | 0–1 | 1–0  | 0–3  | —   |

- 1. ^ O São José perdeu 6 pontos por infringir o artigo 214. Os pontos conquistados durante tais partidas não foram computados.

### Grupo 8
| Pos | Equipes     | Pts | J  | V  | E | D  | GP | GC | SG  |
| --- | ----------- | --- | -- | -- | - | -- | -- | -- | --- |
| 1º  | Corinthians | 36  | 14 | 11 | 3 | 0  | 41 | 6  | +35 |
| 2º  | Audax       | 28  | 14 | 8  | 4 | 2  | 26 | 12 | +14 |
| 3º  | São Caetano | 25  | 14 | 8  | 1 | 5  | 18 | 14 | +4  |
| 4º  | Juventus-SP | 25  | 14 | 7  | 4 | 3  | 25 | 18 | +7  |
| 5º  | Água Santa  | 18  | 14 | 5  | 3 | 6  | 21 | 17 | +4  |
| 6º  | Portuguesa  | 14  | 14 | 4  | 2 | 8  | 20 | 24 | –4  |
| 7º  | Santo André | 11  | 14 | 3  | 2 | 9  | 14 | 31 | –17 |
| 8º  | Barcelona   | 1   | 14 | 0  | 1 | 13 | 8  | 51 | –43 |

|             | SCA | POR | BAR | JUV | AGU | STA | AUD | COR  |
| ----------- | --- | --- | --- | --- | --- | --- | --- | ---- |
| São Caetano | —   | 1–0 | 5–1 | 2–0 | 0–3 | 2–0 | 1–0 | 1–1  |
| Portuguesa  | 2–1 | —   | 4–0 | 1–2 | 1–2 | 1–0 | 1–1 | 0–3  |
| Barcelona   | 0–3 | 0–8 | —   | 0–1 | 0–5 | 1–2 | 0–3 | 0–3¹ |
| Juventus-SP | 1–0 | 4–2 | 5–2 | —   | 1–1 | 3–0 | 1–2 | 0–2  |
| Água Santa  | 0–1 | 2–0 | 3–0 | 2–2 | —   | 1–3 | 1–1 | 0–2  |
| Santo André | 0–1 | 0–0 | 3–3 | 1–2 | 2–1 | —   | 0–1 | 2–5  |
| Audax       | 2–0 | 5–1 | 1–0 | 2–2 | 2–0 | 5–1 | —   | 0–3  |
| Corinthians | 4–0 | 3–0 | 6–1 | 1–1 | 2–0 | 5–0 | 1–1 | —    |

- 1. ^ Derrota por W.O.

### Grupo 9
| Pos | Equipes             | Pts | J  | V  | E | D  | GP | GC | SG  |
| --- | ------------------- | --- | -- | -- | - | -- | -- | -- | --- |
| 1º  | Santos              | 34  | 14 | 11 | 1 | 2  | 47 | 7  | +40 |
| 2º  | São Bernardo        | 34  | 14 | 11 | 1 | 2  | 36 | 11 | +25 |
| 3º  | Portuguesa Santista | 25  | 14 | 8  | 1 | 5  | 23 | 13 | +10 |
| 4º  | EC São Bernardo     | 23  | 14 | 7  | 2 | 5  | 19 | 19 | 0   |
| 5º  | Mauá                | 19  | 14 | 6  | 1 | 7  | 19 | 23 | –4  |
| 6º  | Jabaquara           | 14  | 14 | 4  | 2 | 8  | 16 | 25 | –9  |
| 7º  | Mauaense            | 12  | 14 | 4  | 0 | 10 | 12 | 37 | –25 |
| 8º  | Guarujá¹            | 3   | 14 | 1  | 0 | 13 | 2  | 39 | –37 |

|                     | AAP | GUA | ECS | GMA | JAB  | MAU  | SAN  | SBE |
| ------------------- | --- | --- | --- | --- | ---- | ---- | ---- | --- |
| Portuguesa Santista | —   | 3–0 | 1–2 | 1–0 | 3–0  | 2–0  | 2–1  | 2–0 |
| Guarujá²            | 0–3 | —   | 0–3 | 0–3 | 0–3  | 0–3  | 0–3  | 0–3 |
| EC São Bernardo     | 1–0 | 3–1 | —   | 1–0 | 1–0  | 0–2  | 1–1  | 1–3 |
| Mauaense            | 2–1 | 0–1 | 1–3 | —   | 2–0  | 0–3  | 0–10 | 0–3 |
| Jabaquara           | 2–3 | 3–0 | 0–0 | 4–1 | —    | 0–3³ | 0–3  | 0–0 |
| Mauá                | 1–1 | 3–0 | 3–1 | 1–3 | 0–3³ | —    | 0–1  | 0–2 |
| Santos              | 1–0 | 3–0 | 5–1 | 4–0 | 3–0  | 7–0  | —    | 5–2 |
| São Bernardo        | 3–1 | 3–0 | 2–1 | 5–0 | 6–1  | 3–0  | 1–0  | —   |

- 1. ^ Conforme a Ata 013/2018, o Guarujá foi excluído da competição.
- 2. ^ Dos 14 jogos, o Guarujá perdeu 11 por W.O., incluindo todos os embates como mandante e os confrontos como visitante contra o Jabaquara, Mauá, Santos e São Bernardo.
- 3. ^ Derrotas por W.O.

### Índice técnico
| Pos. | Clube           | %    | J  | V | E | D | GP | GC | SG  | Pts |
| ---- | --------------- | ---- | -- | - | - | - | -- | -- | --- | --- |
| 1    | Juventus-SP     | 59,5 | 14 | 7 | 4 | 3 | 25 | 18 | +7  | 25  |
| 2    | Brasilis        | 58,3 | 12 | 6 | 3 | 3 | 16 | 12 | +4  | 21  |
| 3    | Primavera       | 57,1 | 14 | 7 | 3 | 4 | 29 | 18 | +11 | 24  |
| 4    | Guarulhos       | 57,1 | 14 | 7 | 3 | 4 | 29 | 20 | +9  | 24  |
| 5    | EC São Bernardo | 54,7 | 14 | 7 | 2 | 5 | 19 | 19 | 0   | 23  |
| 6    | Francana        | 52,7 | 12 | 6 | 1 | 5 | 20 | 19 | +1  | 19  |
| 7    | Rio Branco-SP   | 50   | 12 | 6 | 0 | 6 | 22 | 22 | 0   | 18  |
| 8    | Talentos 10     | 36,1 | 12 | 4 | 1 | 7 | 16 | 22 | –6  | 13  |
| 9    | Catanduva       | 27,7 | 12 | 3 | 1 | 8 | 17 | 28 | –11 | 10  |

## Segunda fase
A segunda fase do torneio foi disputada pelos 32 clubes em turno e returno entre os dias 28 de julho e 1 de setembro. Os clubes foram compostos em seis grupos com quatro equipes cada.

### Grupo 10
| Pos | Equipes         | Pts | J | V | E | D | GP | GC | SG  |
| --- | --------------- | --- | - | - | - | - | -- | -- | --- |
| 1º  | São Paulo       | 15  | 6 | 5 | 0 | 1 | 21 | 3  | +18 |
| 2º  | EC São Bernardo | 10  | 6 | 3 | 1 | 2 | 13 | 15 | –2  |
| 3º  | Votuporanguense | 6   | 6 | 2 | 0 | 4 | 5  | 16 | –11 |
| 4º  | Osvaldo Cruz    | 4   | 6 | 1 | 1 | 4 | 4  | 9  | –5  |

|                 | OSV | SAO | VOT | ECS |
| --------------- | --- | --- | --- | --- |
| Osvaldo Cruz    | —   | 0–1 | 0–1 | 3–1 |
| São Paulo       | 4–0 | —   | 5–0 | 8–1 |
| Votuporanguense | 1–0 | 0–3 | —   | 2–3 |
| EC São Bernardo | 1–1 | 2–0 | 5–1 | —   |

### Grupo 11
| Pos | Equipes   | Pts | J | V | E | D | GP | GC | SG |
| --- | --------- | --- | - | - | - | - | -- | -- | -- |
| 1º  | Audax     | 11  | 6 | 3 | 2 | 1 | 11 | 7  | +4 |
| 2º  | Mirassol  | 10  | 6 | 3 | 1 | 2 | 4  | 4  | 0  |
| 3º  | Guarani   | 6   | 6 | 1 | 3 | 2 | 9  | 11 | –2 |
| 4º  | Guarulhos | 5   | 6 | 1 | 2 | 3 | 5  | 7  | –2 |

|           | MIR | GUA | AUD | ADG |
| --------- | --- | --- | --- | --- |
| Mirassol  | —   | 1–0 | 0–1 | 1–0 |
| Guarani   | 1–1 | —   | 4–4 | 1–1 |
| Audax     | 2–0 | 3–0 | —   | 0–0 |
| Guarulhos | 0–1 | 1–3 | 3–1 | —   |

### Grupo 12
| Pos | Equipes             | Pts | J | V | E | D | GP | GC | SG  |
| --- | ------------------- | --- | - | - | - | - | -- | -- | --- |
| 1º  | Ituano              | 15  | 6 | 5 | 0 | 1 | 12 | 4  | +8  |
| 2º  | XV de Piracicaba    | 9   | 6 | 3 | 0 | 3 | 11 | 7  | +4  |
| 3º  | Portuguesa Santista | 8   | 6 | 2 | 2 | 2 | 6  | 7  | –1  |
| 4º  | Ferroviária         | 2   | 6 | 0 | 2 | 4 | 4  | 15 | –11 |

|                     | FER | ITU | XVP | AAP |
| ------------------- | --- | --- | --- | --- |
| Ferroviária         | —   | 0–4 | 1–4 | 0–0 |
| Ituano              | 3–2 | —   | 2–0 | 2–1 |
| XV de Piracicaba    | 3–0 | 0–1 | —   | 3–1 |
| Portuguesa Santista | 1–1 | 1–0 | 2–1 | —   |

### Grupo 13
| Pos | Equipes           | Pts | J | V | E | D | GP | GC | SG |
| --- | ----------------- | --- | - | - | - | - | -- | -- | -- |
| 1º  | Primavera         | 10  | 6 | 3 | 1 | 2 | 10 | 5  | +5 |
| 2º  | União Barbarense¹ | 9   | 6 | 3 | 0 | 3 | 8  | 8  | 0  |
| 3º  | São Caetano       | 9   | 6 | 3 | 0 | 3 | 8  | 8  | 0  |
| 4º  | Taubaté           | 7   | 6 | 2 | 1 | 3 | 4  | 9  | –5 |

|                  | UBA | TAU | SCA | PRI |
| ---------------- | --- | --- | --- | --- |
| União Barbarense | —   | 0–1 | 3–0 | 2–1 |
| Taubaté          | 1–0 | —   | 0–4 | 1–1 |
| São Caetano      | 2–3 | 1–0 | —   | 1–0 |
| Primavera        | 3–0 | 3–1 | 2–0 | —   |

- 1. ^ União Barbarense e São Caetano empataram nos seguintes critérios de desempates: pontos, saldo de gols e gols marcados. No entanto, a equipe de Santa Bárbara d'Oeste avançou por causa do número de cartões vermelhos.

### Grupo 14
| Pos | Equipes         | Pts | J | V | E | D | GP | GC | SG  |
| --- | --------------- | --- | - | - | - | - | -- | -- | --- |
| 1º  | Ponte Preta     | 15  | 6 | 5 | 0 | 1 | 22 | 7  | +15 |
| 2º  | São Bernardo    | 13  | 6 | 4 | 1 | 1 | 12 | 9  | +3  |
| 3º  | Flamengo-SP     | 5   | 6 | 1 | 2 | 3 | 7  | 10 | –3  |
| 4º  | Grêmio Prudente | 1   | 6 | 0 | 1 | 5 | 3  | 18 | –14 |

|                 | PPT | SBE | GPR | FLA |
| --------------- | --- | --- | --- | --- |
| Ponte Preta     | —   | 1–2 | 5–1 | 3–1 |
| São Bernardo    | 1–5 | —   | 2–0 | 3–1 |
| Grêmio Prudente | 0–4 | 2–4 | —   | 0–3 |
| Flamengo-SP     | 2–4 | 0–0 | 0–0 | —   |

### Grupo 15
| Pos | Equipes           | Pts | J | V | E | D | GP | GC | SG |
| --- | ----------------- | --- | - | - | - | - | -- | -- | -- |
| 1º  | Palmeiras         | 14  | 6 | 4 | 2 | 0 | 12 | 4  | +8 |
| 2º  | Desportivo Brasil | 8   | 6 | 2 | 2 | 2 | 7  | 7  | 0  |
| 3º  | Red Bull Brasil   | 6   | 6 | 2 | 0 | 4 | 8  | 13 | –5 |
| 4º  | Botafogo-SP       | 5   | 6 | 1 | 2 | 3 | 6  | 9  | –3 |

|                   | PAL | BOT | RBB | DBR |
| ----------------- | --- | --- | --- | --- |
| Palmeiras         | —   | 1–0 | 3–2 | 1–0 |
| Botafogo-SP       | 1–1 | —   | 0–1 | 0–2 |
| Red Bull Brasil   | 0–5 | 2–3 | —   | 3–0 |
| Desportivo Brasil | 1–1 | 2–2 | 2–0 | —   |

### Grupo 16
| Pos | Equipes       | Pts | J | V | E | D | GP | GC | SG  |
| --- | ------------- | --- | - | - | - | - | -- | -- | --- |
| 1º  | Corinthians   | 16  | 6 | 5 | 1 | 0 | 20 | 4  | +16 |
| 2º  | Novorizontino | 8   | 6 | 2 | 2 | 2 | 14 | 11 | +3  |
| 3º  | Brasilis      | 7   | 6 | 2 | 1 | 3 | 10 | 15 | –5  |
| 4º  | Comercial     | 2   | 6 | 0 | 2 | 4 | 6  | 20 | –14 |

|               | COR | NOV | COM | BRA |
| ------------- | --- | --- | --- | --- |
| Corinthians   | —   | 2–1 | 2–0 | 4–0 |
| Novorizontino | 2–2 | —   | 2–2 | 1–0 |
| Comercial     | 0–6 | 1–5 | —   | 1–3 |
| Brasilis      | 1–4 | 4–3 | 2–2 | —   |

### Grupo 17
| Pos | Equipes     | Pts | J | V | E | D | GP | GC | SG |
| --- | ----------- | --- | - | - | - | - | -- | -- | -- |
| 1º  | Santos      | 14  | 6 | 4 | 2 | 0 | 13 | 4  | +9 |
| 2º  | Amparo      | 11  | 6 | 3 | 2 | 1 | 5  | 5  | 0  |
| 3º  | Juventus-SP | 6   | 6 | 1 | 3 | 2 | 6  | 6  | 0  |
| 4º  | Noroeste    | 1   | 6 | 0 | 1 | 5 | 1  | 10 | –9 |

|             | SAN | NOR | AMP | JUV |
| ----------- | --- | --- | --- | --- |
| Santos      | —   | 3–1 | 4–0 | 3–1 |
| Noroeste    | 0–1 | —   | 0–1 | 0–4 |
| Amparo      | 1–1 | 1–0 | —   | 0–0 |
| Juventus-SP | 1–1 | 0–0 | 0–2 | —   |

## Terceira fase
A terceira fase do torneio foi disputada pelos 16 clubes em turno e returno entre os dias 7 de setembro e 12 de outubro. Os clubes foram compostos em quatro grupos com quatro equipes cada.

### Grupo 18
| Pos | Equipes           | Pts | J | V | E | D | GP | GC | SG  |
| --- | ----------------- | --- | - | - | - | - | -- | -- | --- |
| 1º  | São Paulo         | 14  | 6 | 4 | 2 | 0 | 21 | 3  | +18 |
| 2º  | Mirassol          | 10  | 6 | 2 | 4 | 0 | 8  | 4  | +4  |
| 3º  | Desportivo Brasil | 4   | 6 | 1 | 1 | 4 | 7  | 15 | –8  |
| 4º  | Ponte Preta       | 4   | 6 | 1 | 1 | 4 | 6  | 19 | –13 |

|                   | SAO | PPT | MIR | DBR |
| ----------------- | --- | --- | --- | --- |
| São Paulo         | —   | 8–0 | 1–1 | 2–1 |
| Ponte Preta       | 0–3 | —   | 1–3 | 3–2 |
| Mirassol          | 1–1 | 0–0 | —   | 2–0 |
| Desportivo Brasil | 0–5 | 3–2 | 1–1 | —   |

### Grupo 19
| Pos | Equipes         | Pts | J | V | E | D | GP | GC | SG  |
| --- | --------------- | --- | - | - | - | - | -- | -- | --- |
| 1º  | Palmeiras       | 13  | 6 | 4 | 1 | 1 | 17 | 8  | +9  |
| 2º  | Audax           | 9   | 6 | 2 | 3 | 1 | 9  | 7  | +2  |
| 3º  | São Bernardo    | 8   | 6 | 2 | 2 | 2 | 15 | 10 | +5  |
| 4º  | EC São Bernardo | 2   | 6 | 0 | 2 | 4 | 6  | 22 | –16 |

|                 | AUD | PAL | ECS | SBE |
| --------------- | --- | --- | --- | --- |
| Audax           | —   | 2–3 | 1–1 | 2–0 |
| Palmeiras       | 0–1 | —   | 5–0 | 4–3 |
| EC São Bernardo | 2–2 | 1–4 | —   | 2–6 |
| São Bernardo    | 1–1 | 1–1 | 4–0 | —   |

### Grupo 20
| Pos | Equipes          | Pts | J | V | E | D | GP | GC | SG  |
| --- | ---------------- | --- | - | - | - | - | -- | -- | --- |
| 1º  | Amparo           | 10  | 6 | 2 | 4 | 0 | 8  | 3  | +5  |
| 2º  | Corinthians      | 9   | 6 | 2 | 3 | 1 | 12 | 7  | +5  |
| 3º  | Ituano           | 7   | 6 | 1 | 4 | 1 | 11 | 6  | +5  |
| 4º  | União Barbarense | 3   | 6 | 0 | 3 | 3 | 3  | 18 | –15 |

|                  | ITU | COR | UBA | AMP |
| ---------------- | --- | --- | --- | --- |
| Ituano           | —   | 1–1 | 7–0 | 0–0 |
| Corinthians      | 3–1 | —   | 1–1 | 0–1 |
| União Barbarense | 2–2 | 0–4 | —   | 0–0 |
| Amparo           | 0–0 | 3–3 | 4–0 | —   |

### Grupo 21
| Pos | Equipes          | Pts | J | V | E | D | GP | GC | SG |
| --- | ---------------- | --- | - | - | - | - | -- | -- | -- |
| 1º  | Santos           | 14  | 6 | 4 | 2 | 0 | 8  | 2  | +6 |
| 2º  | Novorizontino    | 11  | 6 | 3 | 2 | 1 | 9  | 5  | +4 |
| 3º  | Primavera        | 5   | 6 | 1 | 2 | 3 | 5  | 10 | –5 |
| 4º  | XV de Piracicaba | 2   | 6 | 0 | 2 | 4 | 4  | 9  | –5 |

|                  | PRI | SAN | XVP | NOV |
| ---------------- | --- | --- | --- | --- |
| Primavera        | —   | 1–2 | 1–0 | 1–1 |
| Santos           | 4–1 | —   | 1–0 | 1–0 |
| XV de Piracicaba | 1–1 | 0–0 | —   | 2–3 |
| Novorizontino    | 2–0 | 0–0 | 3–1 | —   |

## Fase final
Em itálico, os times que possuem o mando de campo no primeiro jogo do confronto e em negrito os times classificados.
|  | Quartas de final   | Quartas de final   | Quartas de final   | Quartas de final   |   |           | Semifinais         | Semifinais         | Semifinais         | Semifinais         |  |           | Final               | Final               | Final               | Final               |  |  |
|  | 20 a 27 de outubro | 20 a 27 de outubro | 20 a 27 de outubro | 20 a 27 de outubro |   |           | 3 a 11 de novembro | 3 a 11 de novembro | 3 a 11 de novembro | 3 a 11 de novembro |  |           | 17 a 24 de novembro | 17 a 24 de novembro | 17 a 24 de novembro | 17 a 24 de novembro |  |  |
|  |                    |                    |                    |                    |   |           |                    |                    |                    |                    |  |           |                     |                     |                     |                     |  |  |
|  | São Paulo          | 1                  | 3                  | 4                  |   |           |                    |                    |                    |                    |  |           |                     |                     |                     |                     |  |  |
|  | Amparo             | 1                  | 0                  | 1                  |   |           |                    |                    |                    |                    |  |           |                     |                     |                     |                     |  |  |
|  | Amparo             | 1                  | 0                  | 1                  |   | São Paulo | 0                  | 3                  | 3                  |                    |  |           |                     |                     |                     |                     |  |  |
|  |                    |                    |                    |                    |   | São Paulo | 0                  | 3                  | 3                  |                    |  |           |                     |                     |                     |                     |  |  |
|  |                    | Corinthians        | 0                  | 0                  | 0 |           |                    |                    |                    |                    |  |           |                     |                     |                     |                     |  |  |
|  | Corinthians        | Corinthians        | 0                  | 0                  | 0 | 2         | 0                  | 2                  |                    |                    |  |           |                     |                     |                     |                     |  |  |
|  | Corinthians        |                    |                    |                    |   | 2         | 0                  | 2                  |                    |                    |  |           |                     |                     |                     |                     |  |  |
|  | Mirassol           | 0                  | 1                  | 1                  |   |           |                    |                    |                    |                    |  |           |                     |                     |                     |                     |  |  |
|  | Mirassol           | 0                  | 1                  | 1                  |   |           |                    |                    |                    |                    |  | São Paulo | 1                   | 0                   | 1                   |                     |  |  |
|  |                    |                    |                    |                    |   |           |                    |                    |                    |                    |  | São Paulo | 1                   | 0                   | 1                   |                     |  |  |
|  |                    | Palmeiras          | 3                  | 3                  | 6 |           |                    |                    |                    |                    |  |           |                     |                     |                     |                     |  |  |
|  | Palmeiras          | Palmeiras          | 3                  | 3                  | 6 | 1         | 2                  | 3                  |                    |                    |  |           |                     |                     |                     |                     |  |  |
|  | Palmeiras          |                    |                    |                    |   | 1         | 2                  | 3                  |                    |                    |  |           |                     |                     |                     |                     |  |  |
|  | Audax              | 0                  | 0                  | 0                  |   |           |                    |                    |                    |                    |  |           |                     |                     |                     |                     |  |  |
|  | Audax              | 0                  | 0                  | 0                  |   | Palmeiras | 2                  | 2                  | 4                  |                    |  |           |                     |                     |                     |                     |  |  |
|  |                    |                    |                    |                    |   | Palmeiras | 2                  | 2                  | 4                  |                    |  |           |                     |                     |                     |                     |  |  |
|  |                    | Novorizontino      | 1                  | 1                  | 2 |           |                    |                    |                    |                    |  |           |                     |                     |                     |                     |  |  |
|  | Santos             | Novorizontino      | 1                  | 1                  | 2 | 0         | 4                  | 4                  |                    |                    |  |           |                     |                     |                     |                     |  |  |
|  | Santos             |                    |                    |                    |   | 0         | 4                  | 4                  |                    |                    |  |           |                     |                     |                     |                     |  |  |
|  | Novorizontino      | 2                  | 3                  | 5                  |   |           |                    |                    |                    |                    |  |           |                     |                     |                     |                     |  |  |

- Nota: O esquema acima é mera ilustração para facilitar a visualização, os confrontos são definidos pela as campanhas das equipes.

### Quartas de final
São Paulo x Amparo
| 20 de outubro | Amparo         | 1 – 1     | São Paulo         | Estádio José Araújo Cintra, Amparo |
| 11:00 (UTC−3) | João Vitor 59' | Relatório | Ricardo 26' (pen) | Árbitro: Diego Augusto Fagundes    |

| 27 de outubro | São Paulo                                           | 3 – 0     | Amparo | Estádio Marcelo Portugal Gouvêa, Cotia |
| 11:00 (UTC−3) | Antonio Falcão 46' · Gustavo Maia 63' · Ricardo 69' | Relatório |        | Árbitro: Paulo Santiago de Medeiros    |

Palmeiras x Audax
| 20 de outubro | Audax | 0 – 1     | Palmeiras         | Estádio Prefeito José Liberatti, Osasco |
| 11:00 (UTC−3) |       | Relatório | Gabriel Silva 31' | Árbitro: Pietro Dimitrof Stefanelli     |

| 27 de outubro | Palmeiras                                               | 2 – 0     | Audax | CT Palmeiras II, São Paulo        |
| 11:00 (UTC−3) | Fabrício Nascimento 23' (pen) · Ramon Ricardo 63' (pen) | Relatório |       | Árbitro: André Luiz Ribeiro Cozzi |

Santos x Novorizontino
| 21 de outubro | Novorizontino                | 2 – 0     | Santos | Estádio Doutor Jorge Ismael de Biasi, Novo Horizonte |
| 11:00 (UTC−3) | Cauê 24' · Adrian Sander 77' | Relatório |        | Árbitro: Giuliano Dutra Pellegrini                   |

| 27 de outubro | Santos                                              | 4 – 3     | Novorizontino                    | CT Rei Pelé, Santos              |
| 11:00 (UTC−3) | Alisson 3' · Giovanni 40+2' (pen) · Ivonei 69', 77' | Relatório | Enzo 2' · Cauê 15' · Vitinho 34' | Árbitro: Willer Fulgêncio Santos |

Corinthians x Mirassol
| 20 de outubro | Mirassol | 0 – 2     | Corinthians             | Estádio José Maria de Campos Maia, Mirassol |
| 11:00 (UTC−3) |          | Relatório | Gustavo 35' · Lucas 50' | Árbitro: Clayton de Oliveira Dutra          |

| 27 de outubro | Corinthians | 0 – 1     | Mirassol        | Estádio Alfredo Schürig, São Paulo  |
| 11:00 (UTC−3) |             | Relatório | Kauan 69' (pen) | Árbitro: Rogério Adalberto da Silva |

### Semifinais
São Paulo x Corinthians
| 3 de novembro | Corinthians | 0 – 0     | São Paulo | Estádio Alfredo Schürig, São Paulo  |
| 11:00 (UTC−3) |             | Relatório |           | Árbitro: Pietro Dimitrof Stefanelli |

| 11 de novembro | São Paulo                                 | 3 – 0     | Corinthians | Estádio Marcelo Portugal Gouvêa, Cotia |
| 11:00 (UTC−2)  | Gustavo Maia 13' · Vitinho 23' · Sena 47' | Relatório |             | Árbitro: Humberto José Junior          |

Palmeiras x Novorizontino
| 4 de novembro | Novorizontino | 1 – 2     | Palmeiras                             | Estádio Josué Quirino de Moraes, Novo Horizonte |
| 10:00 (UTC−2) | Vitinho 22'   | Relatório | Gabriel Veron 10' · Gabriel Silva 49' | Árbitro: Paulo César Francisco                  |

| 10 de novembro | Palmeiras                                     | 2 – 1     | Novorizontino | CT Palmeiras II, São Paulo          |
| 11:00 (UTC−2)  | Gabriel Silva 23' · Fabrício Nascimento 45+1' | Relatório | Diego 53'     | Árbitro: Paulo Santiago de Medeiros |

### Final
| 17 de novembro | São Paulo         | 1 – 3     | Palmeiras                                                | Estádio do Morumbi, São Paulo    |
| 11:00 (UTC−2)  | Antonio Falcão 9' | Relatório | Fabrício Nascimento 29' · Gabriel Silva 57' · Marcos 64' | Árbitro: Rorigo Batista da Silva |

| 24 de novembro | Palmeiras                                       | 3 – 0     | São Paulo | Estádio Prefeito José Liberatti, Osasco |
| 11:00 (UTC−2)  | Fabrício Nascimento 1' · Gabriel Veron 39', 69' | Relatório |           | Árbitro: José de Araújo Ribeiro Junior  |

## Premiação
| Campeonato Paulista de Futebol Sub-17 de 2018 |
| --------------------------------------------- |
| Palmeiras Campeão (21.º título)               |

## Classificação geral
Atualizado em: 02h40min de 24 de novembro de 2018 (UTC)
| Classificação final             | Classificação final | Classificação final | Classificação final | Classificação final | Classificação final | Classificação final | Classificação final | Classificação final | Classificação final | Classificação final | Classificação final |
| Pos.                            | Times               | P                   | J                   | V                   | E                   | D                   | GP                  | GC                  | SG                  |                     |                     |
| ------------------------------- | ------------------- | ------------------- | ------------------- | ------------------- | ------------------- | ------------------- | ------------------- | ------------------- | ------------------- | ------------------- | ------------------- |
| Campeão                         |                     |                     |                     |                     |                     |                     |                     |                     |                     |                     |                     |
| 1                               | Palmeiras           | 85                  | 32                  | 27                  | 4                   | 1                   | 120                 | 22                  | +98                 |                     |                     |
| Vice campeão                    |                     |                     |                     |                     |                     |                     |                     |                     |                     |                     |                     |
| 2                               | São Paulo           | 75                  | 32                  | 23                  | 6                   | 3                   | 115                 | 25                  | +90                 |                     |                     |
| Eliminados nas semifinais       |                     |                     |                     |                     |                     |                     |                     |                     |                     |                     |                     |
| 3                               | Corinthians         | 65                  | 30                  | 19                  | 8                   | 3                   | 75                  | 21                  | +54                 |                     |                     |
| 4                               | Novorizontino       | 51                  | 28                  | 15                  | 6                   | 7                   | 65                  | 31                  | +34                 |                     |                     |
| Eliminados nas quartas de final |                     |                     |                     |                     |                     |                     |                     |                     |                     |                     |                     |
| 5                               | Santos              | 65                  | 28                  | 20                  | 5                   | 3                   | 72                  | 18                  | +54                 |                     |                     |
| 6                               | Mirassol            | 52                  | 26                  | 16                  | 7                   | 3                   | 41                  | 15                  | +26                 |                     |                     |
| 7                               | Audax               | 48                  | 28                  | 13                  | 9                   | 6                   | 46                  | 29                  | +17                 |                     |                     |
| 8                               | Amparo              | 45                  | 26                  | 12                  | 9                   | 5                   | 38                  | 23                  | +15                 |                     |                     |
| Eliminados na terceira fase     |                     |                     |                     |                     |                     |                     |                     |                     |                     |                     |                     |
| 9                               | São Bernardo        | 55                  | 26                  | 17                  | 4                   | 5                   | 63                  | 30                  | +33                 |                     |                     |
| 10                              | Ituano              | 51                  | 26                  | 15                  | 6                   | 5                   | 84                  | 28                  | +56                 |                     |                     |
| 11                              | Ponte Preta         | 50                  | 24                  | 16                  | 2                   | 5                   | 79                  | 36                  | +43                 |                     |                     |
| 12                              | União Barbarense    | 40                  | 24                  | 11                  | 7                   | 6                   | 56                  | 38                  | +18                 |                     |                     |
| 13                              | Primavera           | 39                  | 26                  | 11                  | 6                   | 9                   | 44                  | 33                  | +11                 |                     |                     |
| 14                              | Desportivo Brasil   | 38                  | 26                  | 11                  | 5                   | 10                  | 59                  | 43                  | +16                 |                     |                     |
| 15                              | EC São Bernardo     | 35                  | 26                  | 10                  | 5                   | 11                  | 38                  | 66                  | –18                 |                     |                     |
| 16                              | XV de Piracicaba    | 33                  | 24                  | 9                   | 6                   | 9                   | 31                  | 23                  | +8                  |                     |                     |
| Eliminados na segunda fase      |                     |                     |                     |                     |                     |                     |                     |                     |                     |                     |                     |
| 17                              | São Caetano         | 34                  | 20                  | 11                  | 1                   | 8                   | 26                  | 22                  | +4                  |                     |                     |
| 18                              | Taubaté             | 34                  | 20                  | 10                  | 4                   | 6                   | 30                  | 28                  | +2                  |                     |                     |
| 19                              | Osvaldo Cruz        | 33                  | 18                  | 10                  | 3                   | 5                   | 38                  | 19                  | +19                 |                     |                     |
| 20                              | Portuguesa Santista | 33                  | 20                  | 10                  | 3                   | 7                   | 29                  | 20                  | +9                  |                     |                     |
| 21                              | Ferroviária         | 31                  | 18                  | 9                   | 4                   | 5                   | 39                  | 22                  | +17                 |                     |                     |
| 22                              | Botafogo-SP         | 31                  | 18                  | 9                   | 4                   | 5                   | 36                  | 28                  | +8                  |                     |                     |
| 23                              | Juventus-SP         | 31                  | 20                  | 8                   | 7                   | 5                   | 31                  | 24                  | +7                  |                     |                     |
| 24                              | Flamengo-SP         | 30                  | 20                  | 8                   | 6                   | 6                   | 26                  | 26                  | 0                   |                     |                     |
| 25                              | Guarulhos           | 29                  | 20                  | 8                   | 5                   | 7                   | 34                  | 27                  | +7                  |                     |                     |
| 26                              | Guarani             | 29                  | 18                  | 8                   | 5                   | 5                   | 30                  | 28                  | +2                  |                     |                     |
| 27                              | Noroeste            | 28                  | 18                  | 9                   | 1                   | 8                   | 32                  | 22                  | +10                 |                     |                     |
| 28                              | Brasilis            | 28                  | 18                  | 8                   | 4                   | 6                   | 26                  | 27                  | –1                  |                     |                     |
| 29                              | Red Bull Brasil     | 27                  | 18                  | 8                   | 3                   | 7                   | 34                  | 29                  | +5                  |                     |                     |
| 30                              | Votuporanguense     | 27                  | 18                  | 8                   | 3                   | 7                   | 22                  | 31                  | –9                  |                     |                     |
| 31                              | Grêmio Prudente     | 25                  | 18                  | 7                   | 4                   | 7                   | 35                  | 31                  | +4                  |                     |                     |
| 32                              | Comercial           | 25                  | 18                  | 7                   | 4                   | 7                   | 29                  | 38                  | –9                  |                     |                     |

| 33 | Nacional-SP     | 20 | 14 | 5 | 5 | 4  | 19 | 14  | +5   |
| 34 | Francana        | 19 | 12 | 6 | 1 | 5  | 20 | 19  | +1   |
| 35 | Mauá            | 19 | 14 | 6 | 1 | 7  | 19 | 23  | –4   |
| 36 | Oeste           | 19 | 14 | 5 | 4 | 5  | 31 | 24  | +7   |
| 37 | Rio Branco-SP   | 18 | 12 | 6 | 0 | 6  | 22 | 22  | 0    |
| 38 | Água Santa      | 18 | 14 | 5 | 3 | 6  | 21 | 17  | +4   |
| 39 | Grêmio Osasco   | 16 | 14 | 4 | 4 | 6  | 41 | 28  | +13  |
| 40 | Portuguesa      | 14 | 14 | 4 | 2 | 8  | 20 | 24  | –4   |
| 41 | Jabaquara       | 14 | 14 | 4 | 2 | 8  | 16 | 25  | –9   |
| 42 | Talentos 10     | 13 | 12 | 4 | 1 | 7  | 16 | 22  | –6   |
| 43 | Batatais        | 13 | 12 | 4 | 1 | 7  | 13 | 26  | –13  |
| 44 | Itapirense      | 13 | 12 | 4 | 1 | 7  | 16 | 31  | –15  |
| 45 | Mauaense        | 12 | 14 | 4 | 0 | 10 | 12 | 37  | –25  |
| 46 | Rio Claro       | 12 | 12 | 3 | 3 | 6  | 10 | 13  | –3   |
| 47 | Linense         | 12 | 12 | 3 | 3 | 6  | 10 | 24  | –14  |
| 48 | União Mogi      | 11 | 14 | 3 | 2 | 9  | 8  | 23  | –15  |
| 49 | Santo André     | 11 | 14 | 3 | 2 | 9  | 14 | 31  | –17  |
| 50 | Catanduva       | 10 | 12 | 3 | 1 | 8  | 17 | 28  | –11  |
| 51 | Rio Preto       | 10 | 12 | 3 | 1 | 8  | 14 | 25  | –11  |
| 52 | Joseense        | 10 | 14 | 3 | 1 | 10 | 12 | 30  | –18  |
| 53 | América-SP      | 9  | 12 | 3 | 3 | 6  | 12 | 23  | –11  |
| 54 | Tupã            | 8  | 12 | 2 | 2 | 8  | 10 | 30  | –20  |
| 55 | Independente-SP | 8  | 12 | 2 | 2 | 8  | 9  | 35  | –26  |
| 56 | Sertãozinho     | 7  | 12 | 2 | 1 | 9  | 15 | 30  | –15  |
| 57 | Jaguariúna      | 7  | 12 | 2 | 1 | 9  | 12 | 45  | –33  |
| 58 | Taboão da Serra | 7  | 14 | 2 | 1 | 11 | 15 | 65  | –50  |
| 59 | São Carlos      | 6  | 12 | 2 | 1 | 9  | 12 | 28  | –16  |
| 60 | Barretos        | 5  | 12 | 1 | 2 | 9  | 7  | 27  | –20  |
| 61 | José Bonifácio  | 4  | 12 | 2 | 0 | 10 | 6  | 28  | –22  |
| 62 | Matonense       | 4  | 12 | 1 | 1 | 10 | 5  | 22  | –17  |
| 63 | Bragantino      | 4  | 12 | 1 | 1 | 10 | 6  | 26  | –20  |
| 64 | Guarujá         | 3  | 14 | 1 | 0 | 13 | 2  | 39  | –37  |
| 65 | Barcelona       | 1  | 14 | 0 | 1 | 13 | 8  | 51  | –43  |
| 66 | Elosport        | 0  | 14 | 0 | 0 | 14 | 6  | 108 | –102 |
| 67 | São José-SP     | –6 | 14 | 0 | 1 | 13 | 7  | 69  | –62  |